# Graafschap Waldeck-Landau
Het Graafschap Waldeck-Landau was een tot de Boven-Rijnse Kreits behorend graafschap binnen het Heilige Roomse Rijk
De zetel was slot Landau bij Arolsen.

## Graafschap Waldeck-Landau (1397-1495)
Na de dood van graaf Hendrik de IJzeren van Waldeck in 1397 deelden zijn zonen het gebied. De verdeling werd in 1421 aangepast. Het graafschap Waldeck-Landau ontstond toen Adolf III Landau kreeg.
Na het uitsterven van Waldeck-Landau met graaf Otto IV in 1495 werd de eenheid van het land hersteld.

### Graven van Waldeck-Landau na de deling van 1397
| regering    | naam      | geboren | overleden  | familie                         |
| ----------- | --------- | ------- | ---------- | ------------------------------- |
| 1397-1431   | Adolf III | 1362    | 19-4-1431  | zoon van Hendrik VI van Waldeck |
| 1431-1458/9 | Otto III  | ca 1389 | 1458/9     | zoon                            |
| 1458/9-1495 | Otto IV   | 1440/1  | 14-10-1495 | zoon                            |

## Graafschap Waldeck-Landau (1539-1597)
Na de dood van graaf Filips III van Waldeck-Eisenberg in 1539 deelden zijn zonen het gebied verder op waarbij Johan I Landau kreeg.
De laatste graaf van Waldeck-Landau, Frans III overleed in 1597 en wees in zijn testament de broers Christiaan en Wolraad IV van Waldeck-Eisenberg tot erfgenamen aan.

### Graven van Waldeck-Landau na de deling van 1539
| regering  | naam      | geboren   | overleden | familie                                   |
| --------- | --------- | --------- | --------- | ----------------------------------------- |
| 1539-1567 | Johan I   | 1521/2    | 9-4-1567  | zoon van Filips III van Waldeck-Eisenburg |
| 1567-1579 | Filips VI | 4-10-1551 | 9-11-1579 | zoon                                      |
| 1579-1597 | Frans III | 27-6-1553 | 12-3-1597 | broer                                     |